# Северовосточно-Сибирская тайга
Северовосточно-Сибирская тайга — экорегион тайги, находится между сибирскими реками Леной и Колымой, включает в себя бассейны рек Яна и Индигирка, с Юга омывается Охотским морем. Здесь сохранилось большое количество нетронутых лесов, которым угрожают лесные пожары, добыча полезных ископаемых и лесозаготовки. Значительная часть региона находится за Полярным кругом. Распространена вечная мерзлота, что ограничивает развитие лесов.

## Климат
Северовосточно-Сибирская тайга характеризуется очень суровой и продолжительной зимой, со средней температурой января около −40 °C. Лето короткое со средней температурой июля около +15 °C, хотя иногда в отдельных местах, например в Якутске, может превышать +40 °C. На северо-востоке, в Верхоянске, отмечены одни из самых низких температур на Земле — ниже −70 °C. Среднегодовые атмосферные осадки невысокие — от 150—200 мм в центральной части до 500—600 мм в горах восточной и южной Якутии.

## Растительность
В регионе повсеместно распространены светлохвойные лиственничные леса, основной лесообразующей породой является лиственница Гмелина с примесью берёзы повислой. В долинах рек встречаются леса из тополя душистого и чозении. Багульник болотный, голубика обыкновенная, мхи и лишайники образуют живой напочвенный покров. Примерно 40 % территории покрыто разреженными лиственничными лесами с подлеском из стланиковой сосны и лишайниковым напочвенным покровом. Ещё 40 % территории, в западной, восточной и южной частях региона, занимают лиственничные леса с подлеском из берёзы растопыренной, сосны стланиковой, ивой Salix kolymensis и мохово-лишайниковым напочвенным покровом. Плотные лиственничные и елово-лиственничные леса занимают центральную часть региона.
В бассейнах рек Яна и Индигирка на южных, западных, иногда на восточных склонах встречаются реликтовые степи. В бассейне Колымы они встречаются реже, на южных склонах затопленных террас. Festuca kolymensis, Festuca lenensis, Agropyron jacutorum, Poa botryoides, Helictotrichon krylovii, Potentilla tollii, Potentilla asperrima, Orostachys spinosa, Stellaria jacutica, Dracocephalum palmatum, Carex pediformis, Carex obtusata, Carex supina, Koeleria cristata, Arabidopsis bursifolia, Thellungiella salsuginea являются основными степными видами. В этих степях встречаются и эндемичные растения, в том числе Agropyron karawaewii, Helictotrichon krylovii, Astragalus vallicola, Oxytropis incana, Oxytropis scheludjakoviae, Vicia macrantha, Saxifraga multiflora, Thymus indigirkensis, Potentilla tollii, Potentilla asperrima, Poa filiculmis и др.